# Brandrisk
Brandrisk är ett mått på risken för brand i naturen. Om brandrisken är hög kan det råda eldningsförbud och då är i allmänhet all form av öppen eld förbjuden i skog och mark på de berörda områdena.
Fire Weather Index (FWI) anger hur lätt en brand sprider sig och hur brandbeteendet är i terrängen. Det är en sammanvägning av temperatur, vindstyrka och HBV-index.
HBV-index anger vatteninnehållet i de markskikt som har störst betydelse för skogsbrandfaran. Det har stor betydelse för antändningsrisken.
Vid två stora skogsbränder 2018 noterades FWI >70 i Skellefteå och en plats mellan Falköping och Skövde.